# Resolució 1663 del Consell de Seguretat de les Nacions Unides
La Resolució 1663 del Consell de Seguretat de les Nacions Unides fou adoptada per unanimitat el 24 de març de 2006. Després de recordar les resolucions anteriors sobre la situació al Sudan, en particular les 1627 (2005) i  1653 (2006), el Consell va allargar el mandat de la Missió de les Nacions Unides al Sudan (UNMIS) durant sis mesos fins al 24 de setembre de 2006.

## Observacions
En el preàmbul de la resolució, els membres del Consell van donar la benvinguda a la implementació de l'Acord de Pau Complet entre el Govern del Sudan i l'Exèrcit i Moviment Popular d'Alliberament del Sudan (SPLA/M) i va instar les parts a complir les seves obligacions en virtut d'aquest acord. Reconeixia els compromisos dels països que aportaven contingents en suport de la UNMIS.
La resolució va reiterar la necessitat de posar fi a la violència i atrocitats al Darfur, fent èmfasi en la necessitat de concloure un acord de pau el més aviat possible. Va donar la benvinguda a la decisió del Consell de Pau i Seguretat de la Unió Africana per donar suport a una transició de la Missió de la Unió Africana al Sudan (AMIS) a una operació de les Nacions Unides.
En declarar la situació a Sudan com una "amenaça per a la pau i la seguretat internacionals", el Consell també va expressar la seva preocupació pel moviment de les armes i els grups armats a través de les fronteres, inclosa la insurrecció per part de l'Exèrcit de Resistència del Senyor (LRA) i les implicacions sobre civils sudanesos.

## Actes
El mandat de la UNMIS es va ampliar amb la intenció de renovar-lo, si fos necessari. Es va demanar al Secretari General de les Nacions Unides Kofi Annan que informés cada tres mesos sobre la situació, inclosos els esforços de la UNMIS per recolzar l'AMIS. En aquest context, es va demanar a la UNMIS que donés suport a l'AMIS d'acord amb la Resolució 1590 (2005).
Mentrestant, el secretari general i la Unió Africana van ser convidats a començar els preparatius per a una missió de les Nacions Unides a Darfur. El Consell també va condemnar les activitats de milicians i grups armats com l'LRA que continuaven atacant civils i cometre abusos dels drets humans al Sudan; anticipava recomanacions del Secretari General sobre la millor manera d'abordar el problema.
Finalment, els partits sudanesos van ser encoratjats a finalitzar l'establiment d'institucions nacionals per al desarmament, desmobilització i integració social d'excombatents.